# José María Forqué
José María Forqué (* 8. März 1923 in Saragossa; † 17. März 1995 in Madrid) war ein spanischer Filmregisseur.
Forqué, der ursprünglich Architektur studiert hatte, drehte seinen ersten Film 1951. Sein Tag der Verdammten wurde bei den Filmfestspielen in Berlin mit dem Silbernen Bären ausgezeichnet. Forqué gründete 1967 eine eigene Produktionsgesellschaft, Orfeo Films. Die meisten der etwa fünfzig Filme, bei denen er Regie führte, waren Komödien, gegen Ende seiner Karriere auch Erotikfilme.
Seit 1996 wird ein nach ihm benannter Preis verliehen.

## Filme (Auswahl)
- 1956: Gefangene der Hölle (Embajadores en el infierno)
- 1957: Der Tag der Verdammten (Amanecer en Puerta Oscura)
- 1958: Keiner hört ihn beten (Un hecho violento)
- 1962: Überfall um drei (Ataco a las tres)
- 1965: Operation Gold (Zarabanda bing… bing)
- 1968: Eine gelungene Verführung (La vil seducción)
- 1972: Die rote Sonne der Rache (La banda J.S.: cronaca criminale del Far West) (nur Drehbuch)
- 1973: Der Teufel mischt die Karten (Tarot)
- 1974: Die Macht des Stärkeren (No es nada, mamá, sólo un juego)
- 1976: Der Mann vom grünen Kreuz (El segundo poder)
- 1978: Die Frau vom heißen Fluss (La mujer de la tierra caliente)
- 1993: Nexus (Nexus 2.431)